# Star Trek: Nero
Star Trek: Nero è un libro a fumetti pubblicato in quattro numeri a partire da agosto 2009. Prende avvio immediatamente dopo il teaser del film Star Trek del 2009 e racconta la storia di Nero nei 25 anni che non sono narrati nel film.
Il sottotitolo del libro è From the creative team that brought you Star Trek: Countdown ("Dal gruppo creativo di Star Trek: Countdown"); è pubblicato dalla IDW Publishing e ogni numero riporta in copertina un diverso ritratto del protagonista Nero.

## Storia della pubblicazione
Il fumetto ha lo scopo di riempire il vuoto narrativo tra la distruzione della USS Kelvin e la cattura di Spock da parte di Nero. È un vuoto che si estende per 25 anni di cui il film non ci mostra nulla. Alcune scene riguardanti Nero imprigionato su Rura Penthe sono state tagliate nella versione cinematografica, anche se si possono vedere nei trailer del film.
Il primo volume è uscito il 12 agosto 2009, identificato con UPC 82771400955-00111.

Il secondo volume è uscito il 15 settembre 2009, con UPC 82771400955-00211.

Il terzo volume è uscito il 15 ottobre 2009, con UPC 827714000955-00311.

Il quarto volume è uscito il 25 novembre 2009, con UPC 827714000955-00411.

## Trama

### Primo volume
La storia inizia pochi secondi dopo l'impatto della USS Kelvin contro la Narada. Le capsule della nave stellare sono in fuga dal nemico, mentre sulla nave romulana si contano i danni. Poco prima dell'impatto, la Kelvin è entrata in curvatura nel tentativo di distruggere la Narada grazie al campo di curvatura. La nave romulana ne risulta catastroficamente danneggiata, ma ancora funzionale: Nero sa che le capacità auto rigenerative della nave la faranno 'guarire' nel giusto tempo. La priorità viene data al supporto vitale e agli strumenti scientifici per calcolare esattamente il punto e il tempo di arrivo di Spock.
Nero riunisce l'equipaggio e spiega come la nave abbia viaggiato indietro nel tempo e abbia ora l'occasione di continuare il piano di vendetta verso la Federazione e i Klingon. Baratt e altri membri dell'equipaggio invitano Nero a riconsiderare le proprie idee: nel passato Romulus esiste ancora, così come le persone a loro care. Molti trovano logico dirigersi verso il loro pianeta natale e tornare alla vita che pensavano di aver perso. Nero non si trova d'accordo, ma permette ai dissidenti di andarsene a bordo di una navetta. Appena il veicolo lascia la Narada, Nero si occupa personalmente di distruggerla per dare un esempio al resto dell'equipaggio: niente fermerà Nero e la sua sete di vendetta e distruzione.
Improvvisamente la Narada viene attaccata da un gruppo di incrociatori Klingon classe D7 che infliggono gravi danni alla nave indifesa. Kor, il capitano del gruppo a bordo della Klothos, ordina la resa a Nero che cerca di nascondere la sua vera identità, ma il Klingon intuisce la particolarità della Narada e la reclama come proprietà dell'Impero. I Klingon si teletrasportano a bordo della nave e ingaggiano un corpo a corpo contro il suo equipaggio. La brutalità dei romulani sembra inizialmente avere la meglio sugli invasori, ma alla fine i Klingon fanno valere la propria superiorità numerica. I Klingon scoprono il corpo del capitano Robau che spediscono su Kronos, mentre decidono di risparmiare al vita ai misteriosi romulani. Dopo essere stato tramortito, Nero si risveglia in una prigione che si rivelerà essere Rura Penthe, dove lui e il suo equipaggio verranno interrogati e trattenuti per il resto della loro vita, mentre la Narada si vede orbitare intorno al pianeta.

### Secondo volume
Molti anni sono passati dalla cattura dei Romulani, ma Nero ancora non è riuscito nel suo piano di fuga da Rura Penthe. Nonostante i 57 tentativi di fuga, la prigione rimane inviolata e Nero è invece tenuto in vita dalle guardie in quanto lui e il suo equipaggio di esperti minatori hanno triplicato la produzione mineraria con i lavori forzati. Nero è diventato apparentemente dipendente da una droga che mantiene la mente quieta e che gli ha permesso di sopravvivere a 20 anni di prigionia senza impazzire e che contemporaneamente ha potenziato le sue capacità telepatiche. Ayel presenta al suo capitano un umano di nome Clavell, il quale si presenta come esperto cartografo stellare, precedentemente al lavoro nella Flotta Stellare. Dopo essere stato prigioniero per lungo tempo, l'umano si offre di aiutare Nero con il suo problema riguardo al viaggio temporale di Spock in cambio della fuga insieme a lui e ai suoi uomini, quando sarà il momento. Intanto a bordo della Narada, ancora in orbita intorno alla prigione, gli ingegneri Klingon non riescono a venire a capo di nessuna delle misteriose tecnologie che la nave continua a nascondere.
Clavell ha completato i calcoli preliminari e ha scoperto che Spock non è ancora arrivato nel loro tempo e che quindi c'è ancora possibilità di catturarlo. Tuttavia l'umano non può completare i propri calcoli per mancanza di un computer abbastanza potente. Dopo avere neutralizzato le installazioni orbitali, la Narada inizia a colpire la prigione sulla superficie. I Klingon scoprono le carte di Clavell nella cella di Nero e decidono quindi, finalmente, di giustiziarlo con la sua stessa arma, ma il romulano ha la meglio contro le guardie e, dopo averle eliminate, si precipita a liberare i suoi compagni. Rubando una navetta dalla prigione, i Romulani e Clavell raggiungono l'orbita e tornano finalmente a bordo della Narada. La nave appare completamente funzionante, ma il timone non può essere azionato: la nave ha apparentemente già tracciato una rotta e la sta percorrendo a curvatura, come se conoscesse già la destinazione.

### Terzo volume
La Narada ha viaggiato fino al confine del Quadrante Delta e Nero inizia a sentire la presenza di una nuova entità, diversa da Spock, con il quale è rimasto legato telepaticamente dai tempi della loro fusione mentale. La Narada si dirige verso un oggetto che ha l'apparenza di una Nebulosa, ma che trasmette un segnale artificiale al quale la nave sembra apparentemente rispondere.
Dopo aver superato i confini della nebulosa, l'equipaggio rileva una struttura solida nel suo centro, contemporaneamente Nero riesce ad entrare in comunicazione con essa. L'oggetto inizia una scansione invasiva della Narada che ha l'effetto di uccidere Clavell e di teletrasportare Nero via dalla nave. Mentre Nero rivive la sua vita in un breve flashback, Ayel assume il comando della Narada e riesce poi a mettersi in comunicazione telepatica con il suo capitano. Nero guida la Narada verso il cuore dell'oggetto, mentre racconta ad Ayel come l'entità fosse in origine un meccanismo costruito sulla Terra e come abbia poi trovato nuova vita dall'altra parte della Galassia: si tratta di V'ger. Nero spiega anche che i Borg, la tecnologia senziente su cui si basa la Narada e V'ger sono tutti "figli" di un'antica e misteriosa civiltà ancora sconosciuta. Arrivati nel centro della struttura, Ayel raggiunge Nero vicino a quello che rimane dell'originale sonda Voyager. Nero spiega ad Ayel come V'ger abbia percepito l'ingresso della Narada nella linea temporale e, avendo identificato un'origine comune, come abbia intrapreso il lungo viaggio per raggiungerla.
Mentre V'ger cerca di assimilare Nero, il romulano apparentemente è in grado di usare la potenza elaborativa dell'entità per completare i calcoli di Clavell e stabilire finalmente il punto spazio-temporale esatto di ingresso di Spock. Il tentativo di assimilazione di Nero infine fallisce e i romulani si teletrasportano indietro sulla Narada dove Nero ha già comunicato telepaticamente alla nave la rotta lungo cui dirigersi per incontrare finalmente Spock e la Jellyfish.

### Quarto volume
Spock è finalmente riapparso e la Narada è lì ad aspettarlo: il vulcaniano si rifiuta di combattere e viene catturato con facilità dai romulani. Nero affronta di nuovo Spock incolpandolo ancora una volta non solo per la catastrofe accaduta nell'Universo Primario, ma anche per i suoi 25 anni di dura prigionia. Il Romulano evidenzia anche l'ironia della sorte per cui, dopo aver salvato Vulcano a spese di Romulus, Spock si ritrova con Romulus intatto e Vulcano sull'orlo della distruzione.
Mentre Nero si prepara a dirigersi su Vulcano, una flotta composta da 47 vascelli Klingon circonda di nuovo la Narada. Questa volta però la nave Romulana è in piena efficienza e il risultato della battaglia è catastrofico per i Klingon. Tutte le navi sono annientate mentre la Narada non subisce danni grazie ai suoi sofisticati scudi. Prima di essere distrutto insieme alla sua nave, Koth promette a Nero una lotta continua da parte dei Klingon fino alla sua completa distruzione, ma il Romulano si sente galvanizzato, invece che preoccupato, da questa minaccia. Anche Spock si dice sicuro che, se non i Klingon, la Federazione troverà il modo di fermarlo, ma di nuovo Nero non è minimamente toccato dall'idea.
Nero infine rifornisce Spock con scorte per sopravvivere all'ambiente polare e lo teletrasporta su Delta Vega, dove potrà assistere alla distruzione del suo pianeta natale.